# Stehlikiana coalita
Stehlikiana coalita är en insektsart som beskrevs av Young 1977. Stehlikiana coalita ingår i släktet Stehlikiana och familjen dvärgstritar. Inga underarter finns listade i Catalogue of Life.